# Gervaise
Gervaise é um filme francês de 1956 dirigido por René Clément, baseado no romance L'Assommoir de Émile Zola.

## Sinopse
Conta a história de uma mulher, Gervaise Macquart, que tem lidar com o alcoolismo de seu marido e o reaparecimento do ex-marido em sua vida.

## Principais prêmios e indicações
Oscar 1957 (Estados Unidos)
- Indicado na categoria de melhor filme estrangeiro.

BAFTA 1957 (Reino Unido)
- Vencedor na categoria de melhor filme e melhor ator estrangeiro (François Périer).
- Indicado na categoria de melhor atriz estrangeira (Maria Schell).

Festival de Veneza 1956 (Itália)
- Vencedor do Prêmio Fipresci
- Vencedor do Volpi Cup (melhor atriz: Maria Schell)
- Indicado ao Leão de Ouro